# Сарнадаш-де-Сан-Симан
Сарнадаш-де-Сан-Симан (порт. Sarnadas de São Simão)  —  район (фрегезия) в Португалии,  входит в округ Каштелу-Бранку. Является составной частью муниципалитета  Олейруш. По старому административному делению входил в провинцию Бейра-Байша. Входит в экономико-статистический  субрегион Пиньял-Интериор-Сул, который входит в Центральный регион. Население составляет 317 человек на 2001 год. Занимает площадь 28,53 км².
Покровителем района считается Симон Кананит (порт. S. Simão). 